# Keleti cserebogár
A keleti cserebogár (Anoxia orientalis) a ganajtúrófélék (Scarabaeidae) családjába, azon belül pedig a cserebogárformák (Melolonthinae) alcsaládjának Anoxia nemébe tartozó bogárfaj.
Laza homoktalajok lakója.

## Elterjedése
A faj keleti, déli elterjedésű, Ausztriától nyugatra és Csehországtól keletre már nem fordul elő.
Magyarországon főként a nagy sótartalmú homoktalajokon él.

## Megjelenése
A keleti cserebogár 2,5-3 cm hosszú, alapszíne vörösesbarna, felülete finoman, sűrűn szőrözött, kivéve az előtorán található két-két csupasz, úgynevezett tükörfoltot.
A szárnyfedőkön fehér pikkelyszőrökből álló foltok emelkednek ki a az alapszőrzetből.

## Életmódja
Június végétől augusztus elejéig rajzanak. A hímek alkonyatkor kezdenek repülni, a nőstények a talajon, vagy kisebb növényeken maradva várják őket.
A nőstények a homokos talajba furakodva rakják le petéiket, majd a kikelő lárvák különféle növények gyökereit rágják.
Három évig fejlődik, kétszer lárvaalakban telel át, majd a harmadik év tavaszán bebábozódik. A kikelő bogarak hamar elhagyják a talajt és nyár közepén megindul a rajzásuk.

## Kártétele
Elsősorban a pajorok okoznak károkat táplálkozásukkal, mivel növények gyökereit rágják. Kártételük elsősorban az alföldi szőlőültetvényeken jelentős. A gyökerek megsebzésével utat nyit az egyéb kórokozóknak is, így közvetett kártétele is jelentős lehet.